# 马克·佩恩
马克·佩恩 （Mark J. Penn，1954年1月15日—）是一位美国商人、民意测验研究者和作家。马克·佩恩是Stagwell的董事长兼首席执行官。 他曾任微软公司首席战略官，以及 Burson-Marsteller的首席执行官。他也是民意调查公司PSB Insights的联合创始人。马克·佩恩也是唐纳德·特朗普的支持者，他反对國會弹劾唐纳德·特朗普，並且指控有一个深层政府一直在密謀反對唐纳德·特朗普。 